# Johann II. (Lothringen)

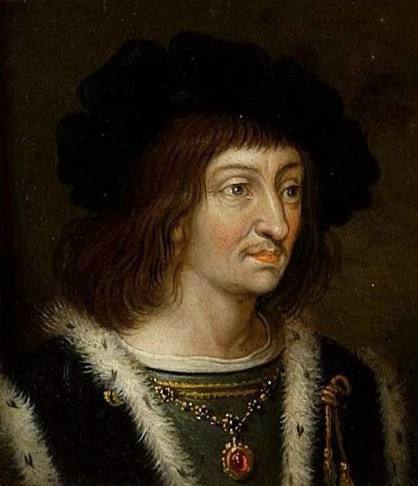
Johann II. in einer Darstellung aus dem 17. Jahrhundert

Johann II. von Lothringen (* 1425 in Nancy; † 6. Dezember 1470 in Barcelona), auch Johann II. von Anjou oder Johann von Kalabrien genannt, war Herzog von Kalabrien (1435), Herzog von Lothringen (1453) und Girona (1466), Markgraf von Pont-à-Mousson (1445).

## Leben
Johann war der älteste Sohn von René I., Titularkönig von Neapel, Herzog von Anjou, Bar und Oberlothringen, Graf von Provence, und Herzogin Isabella von Lothringen.
Als sein Vater 1435 den Thron Neapels zugesprochen bekam, erhielt Johann gleichzeitig den Titel eines Herzogs von Kalabrien, der den Erben der neapolitanischen Krone vorbehalten war. Ab 1444 vertraute René ihm die Verwaltung Lothringens an. Zu dieser Zeit erbte er von seinem Bruder Ludwig den Titel eines Markgrafen von Pont-à-Mousson, der dem Erben des Herzogtums Bar zugerechnet wird. 1449 kämpfte er auf französischer Seite gegen England in der Normandie, er nahm an den Belagerungen von Rouen, Harfleur, Caen (1450), Falaise und Cherbourg teil.
1453 starb seine Mutter, der er als Herzog in Lothringen folgte, wobei er aber die Unterstützung seines Vaters bei dessen Ansprüchen in Süditalien nicht aufgab. Im gleichen Jahr kämpfte er in der Lombardei, wohin René I. geeilt war, um seinem Verbündeten Francesco Sforza gegen die Venezianer und Alfons V. von Aragón zur Seite zu stehen. 1458 machte der König von Frankreich ihn zum Gouverneur von Genua, das sich unter französisches Protektorat begeben hatte, wo er ab seinem Eintreffen damit befasst war, Aufstände zu unterdrücken. 1461 wurde er durch die Genuesen vertrieben.
Alfons V. von Aragón, der René von Anjou aus dem Königreich Neapel verdrängt hatte, starb wenig später, woraufhin ein Teil des neapolitanischen Adels Johann von Kalabrien ins Land rief. Trotz einiger Erfolge gegen Ferdinand I., Alfons‘ Sohn und Nachfolger, musste Johann schließlich Italien endgültig verlassen.
Als Katalonien sich 1466 gegen den neuen König von Aragón, Johann II. erhob, boten seine Einwohner René von Anjou die Krone an, der durch seine Mutter Jolanthe von den Königen Aragóns abstammte. Erneut erhielt Johann den den Thronfolgern zugedachten Titel, hier den eines Fürsten von Girona, und leitete danach den katalanischen Feldzug im Auftrag seines Vaters. Dieser Feldzug endete mit dem Tod Johanns in Barcelona am 6. Dezember 1470.

## Nachkommen

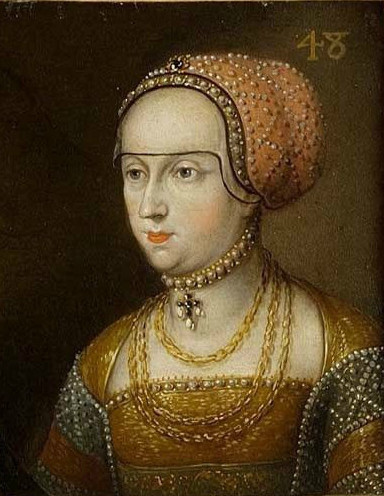
Marie de Bourbon

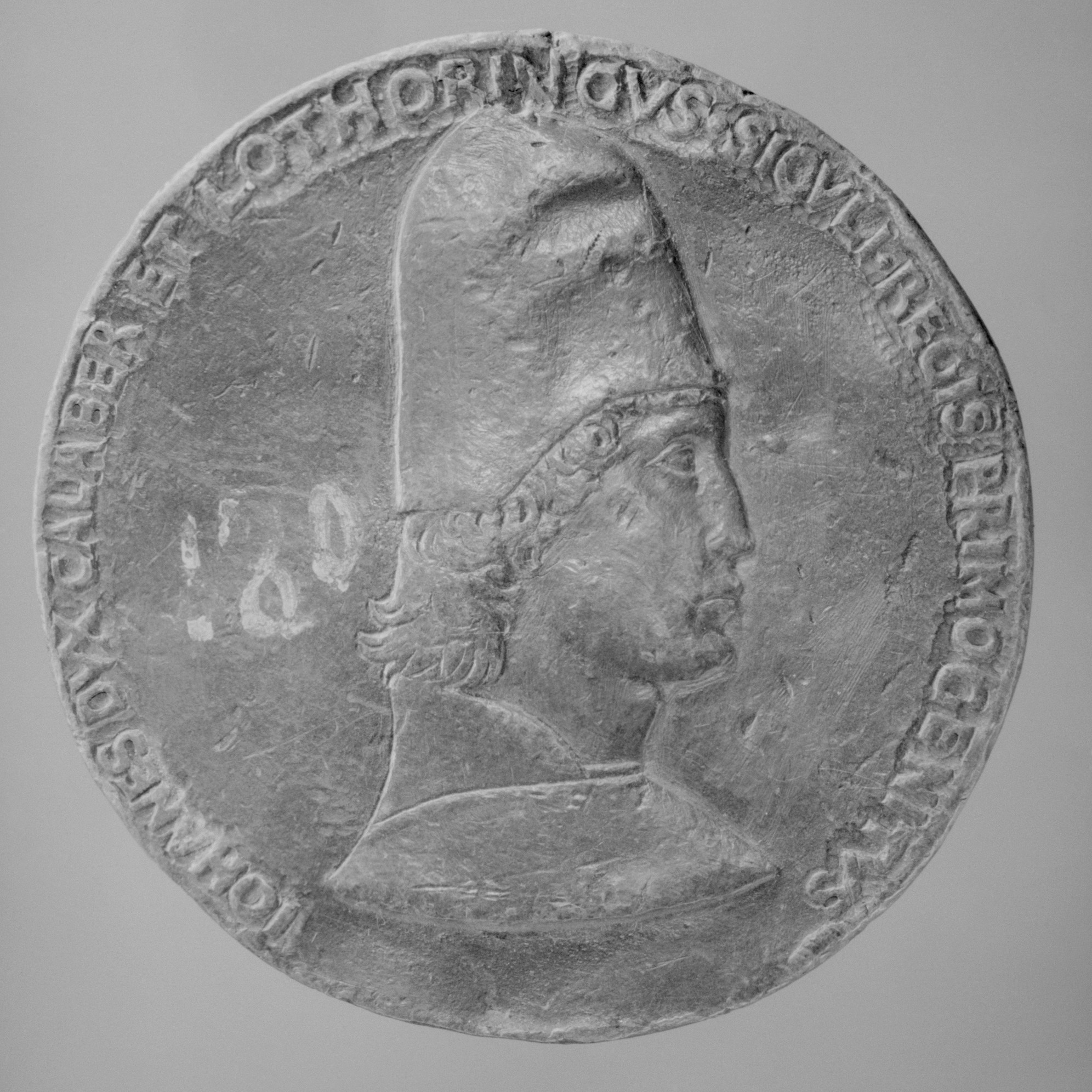
Bleimedaille von Francesco Laurana mit dem Porträt Johanns II., 1464

Johann heiratete 1444 Marie de Bourbon, (* 1428 † 1448), Tochter von Charles I., Herzog von Bourbon, und dessen zweiter Frau Agnes von Burgund. Ihre Kinder waren:
- René,* 1446, † jung
- Nikolaus I. (* 1448, † 1473), Herzog von Lothringen
- Isabella, * 1445, † jung
- Maria, * 1447, † jung

Darüber hinaus hatte er uneheliche Kinder:
- Johann, Bastard von Kalabrien, Graf von Briey, †  1504
- Albert, Bastard von Kalabrien, Herr von Essey
- eine Tochter, ⚭ Johann von Schottland
- Johanna von Abancourt, Bastardin von Kalabrien, ⚭ Achilles, Bastard von Beauvau
- Margarete, Bastardin von Kalabrien